# Sprimont
Sprimont ist eine Gemeinde in der belgischen Provinz Lüttich.

## Ortsteile
Die Gemeinde besteht aus der namengebenden Kleinstadt Sprimont und weiteren Ortschaften und Dörfern:
Ortschaften:
- Dolembreux
- Gomzé-Andoumont
- Rouvreux
- Louveigné

Dörfer:
- Damré
- Florzé
- Lincé
- Ogné
- Presseux
- Rivage

## Geschichte
Sprimont bestand schon in karolingischer Zeit. Im Jahre 888 bestätigte König Arnulf von Kärnten dem Marienstift zu Aachen seinen Besitz aus der Zeit Kaiser Lothars II., darunter die Villikation „Sprismonte“.

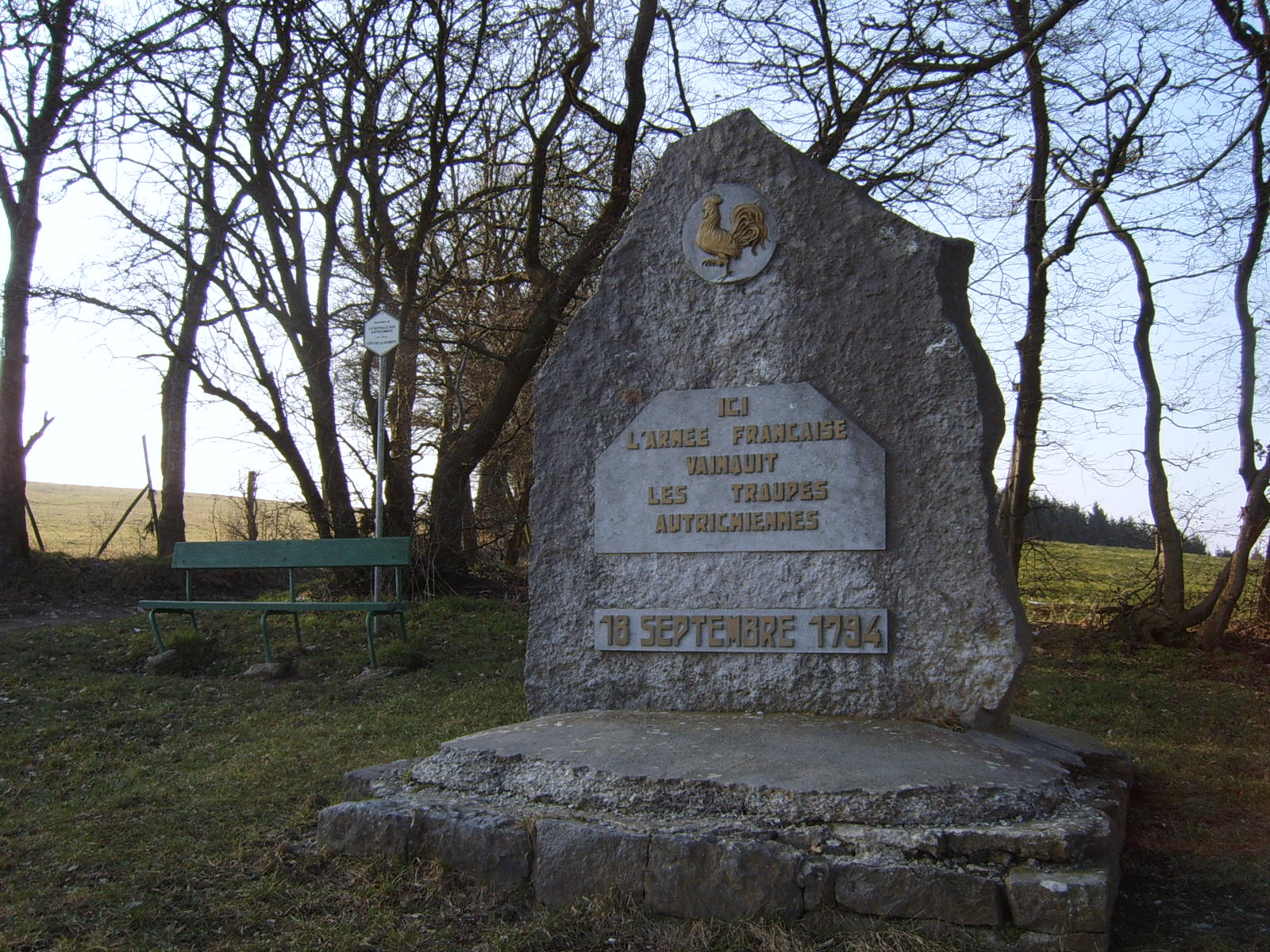
Denkmal der Schlacht von Sprimont (1794)

Während des Ersten Koalitionskrieges erstürmten französischen Soldaten am 18. September 1794 eine österreichische befestigte Stellung (französisch: Redoute) auf den Anhöhen südöstlich des Städtchens Sprimont. Ein Denkmal an der Kreuzung der Straße Sur la Heid, entlang der die Grenze zum Ortsteil Sougné-Remouchamps der Nachbargemeinde Aywaille verläuft, mit der Rue Redoute erinnert daran.

## Wirtschaft
Sprimont ist ein wichtiges historisches Zentrum belgischer Werksteinverarbeitung. Im Ort existiert ein Marmormuseum, das die Geschichte der belgischen Steinverarbeitung und die wichtigsten Sorten zeigt. Hier wird ein dunkler Crinoidenkalkstein des Karbons (Tournaisium) abgebaut, der zu jener Gruppe mit der Handelsbezeichnung Belgisch Granit zählt.

## Bilder

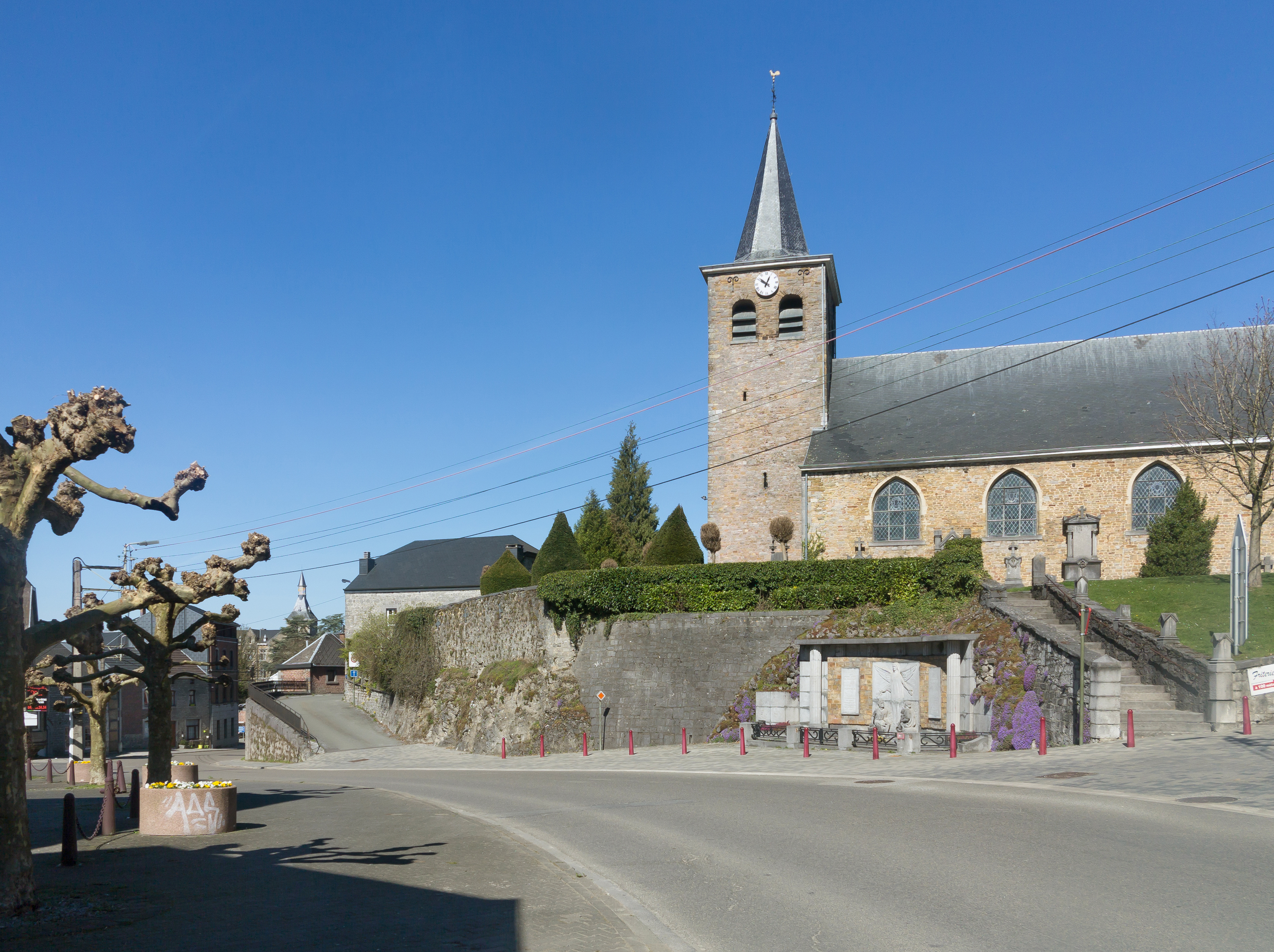
Sprimont, Kirche: l'église Saint Martin
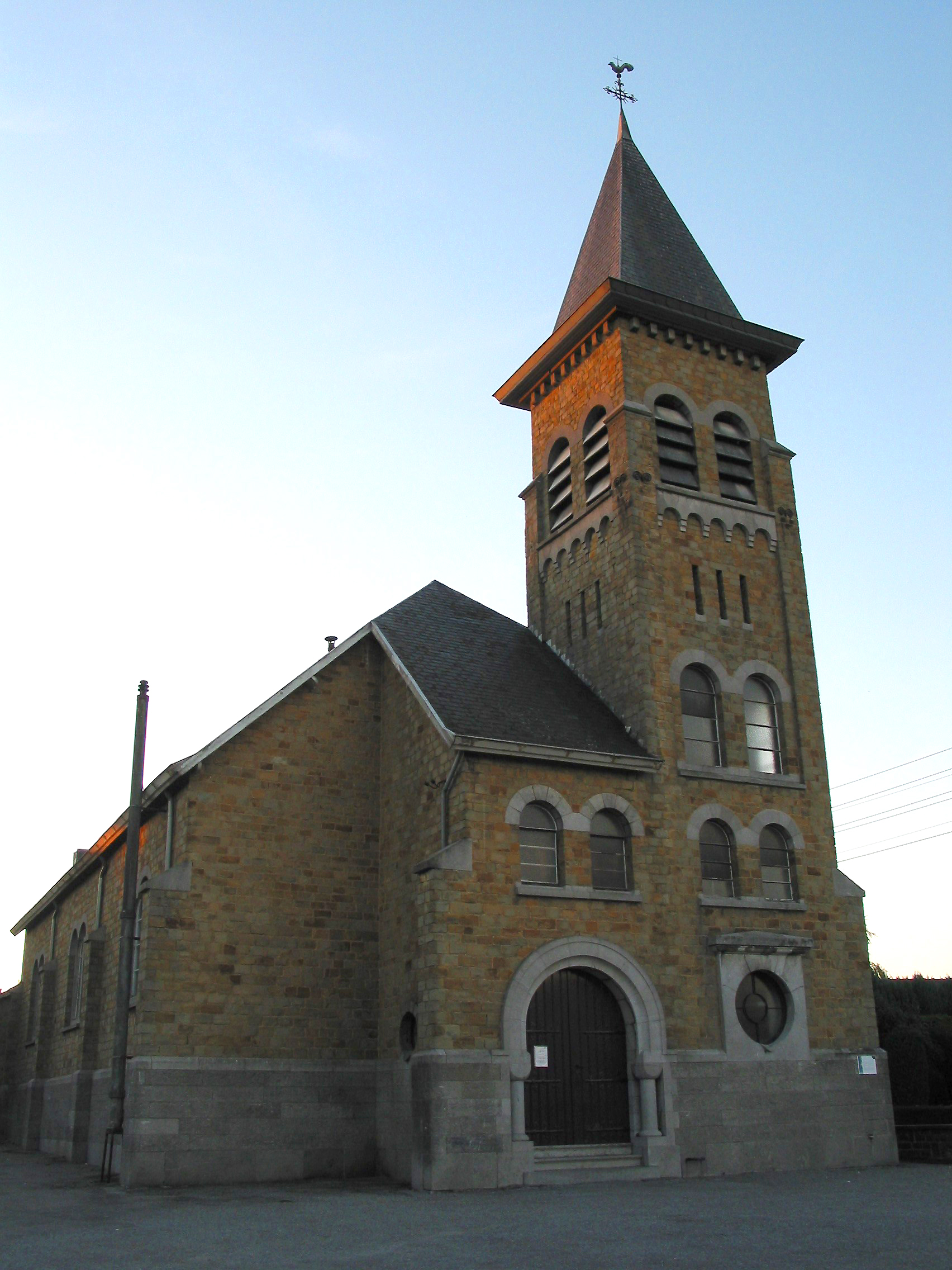
Sprimont, Kapelle Notre-Dame de Lourdes
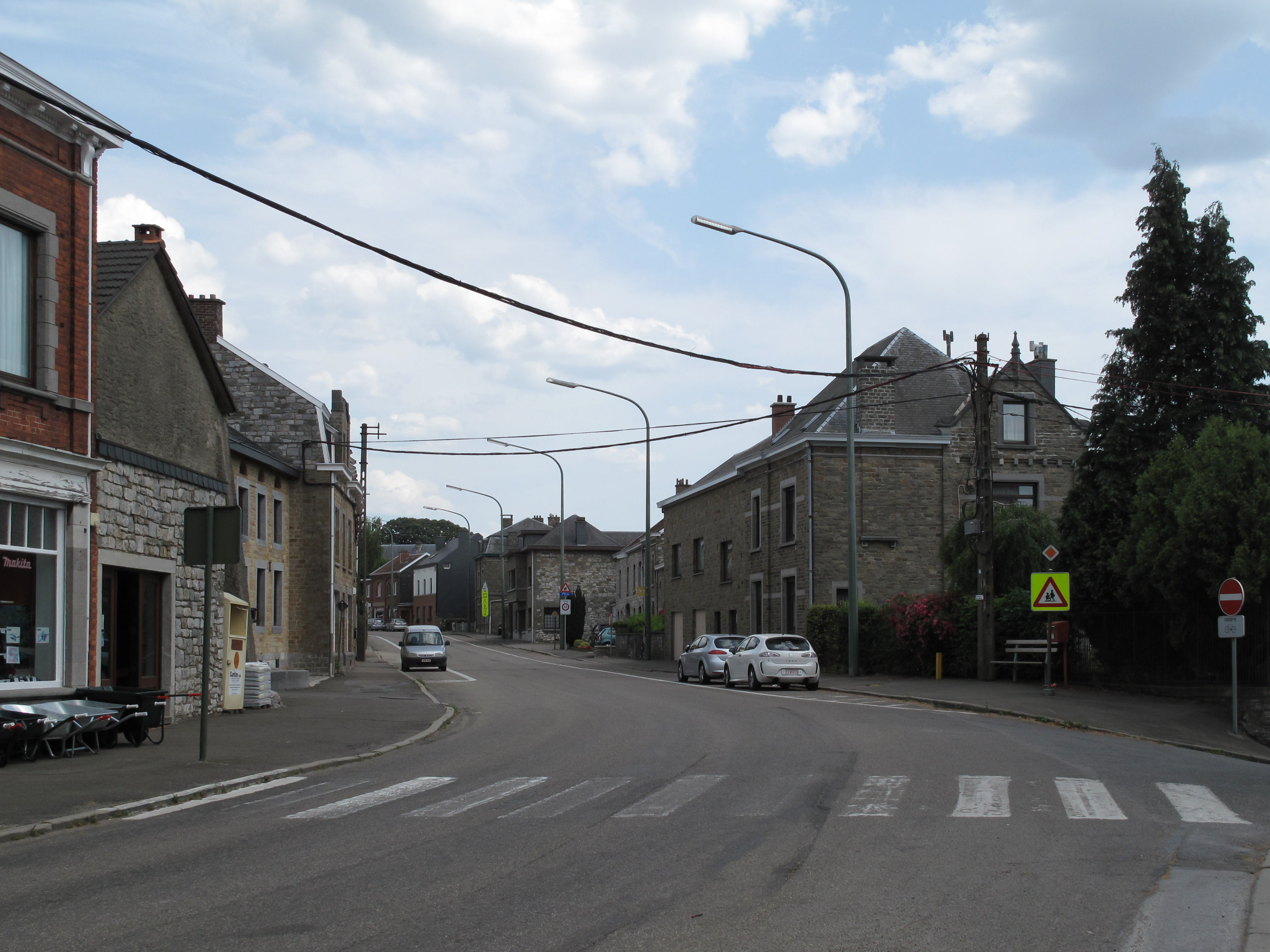
Louveigné, Blick auf eine Straße
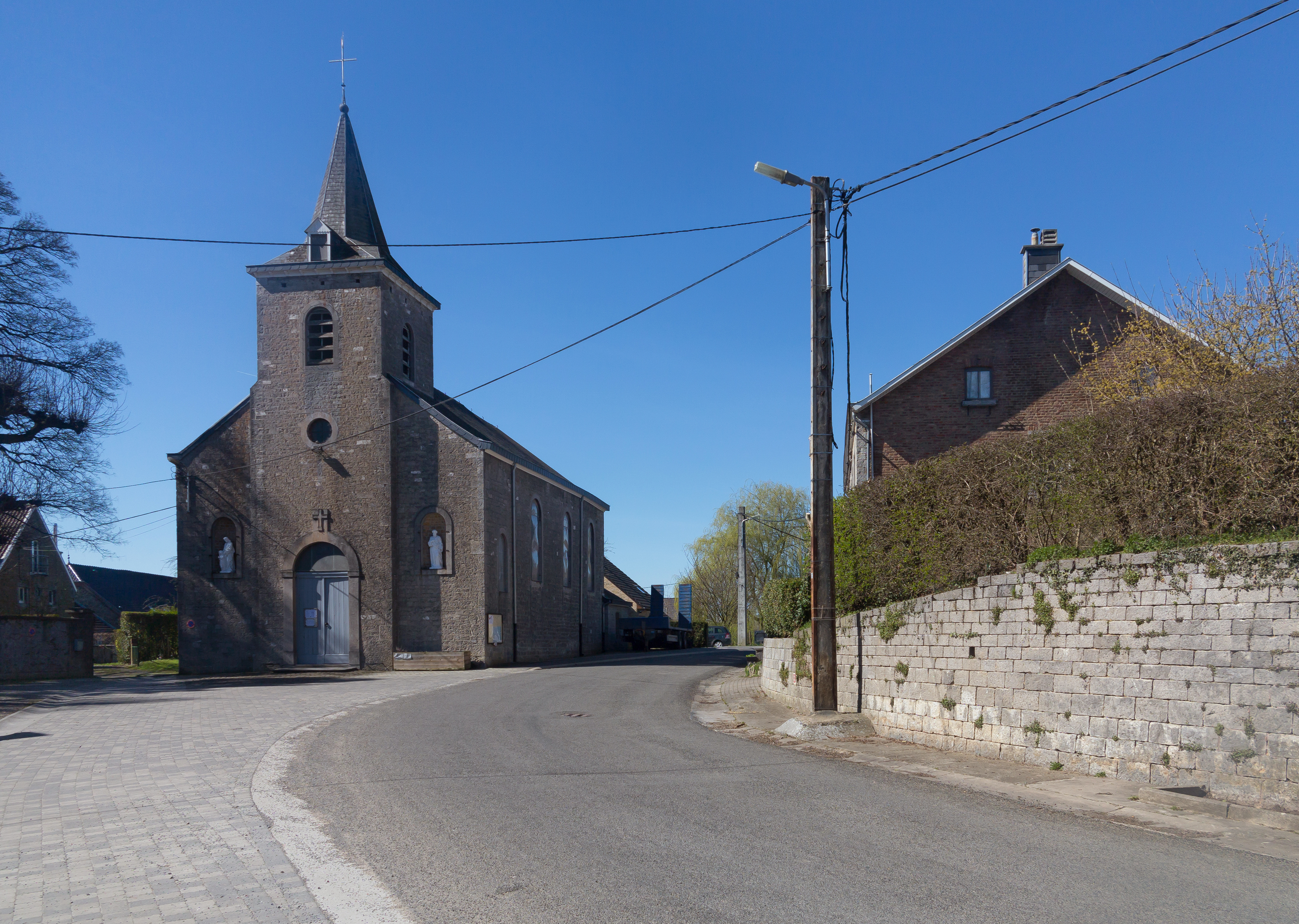
Florzé, Kirche: l'église Saint-Pierre
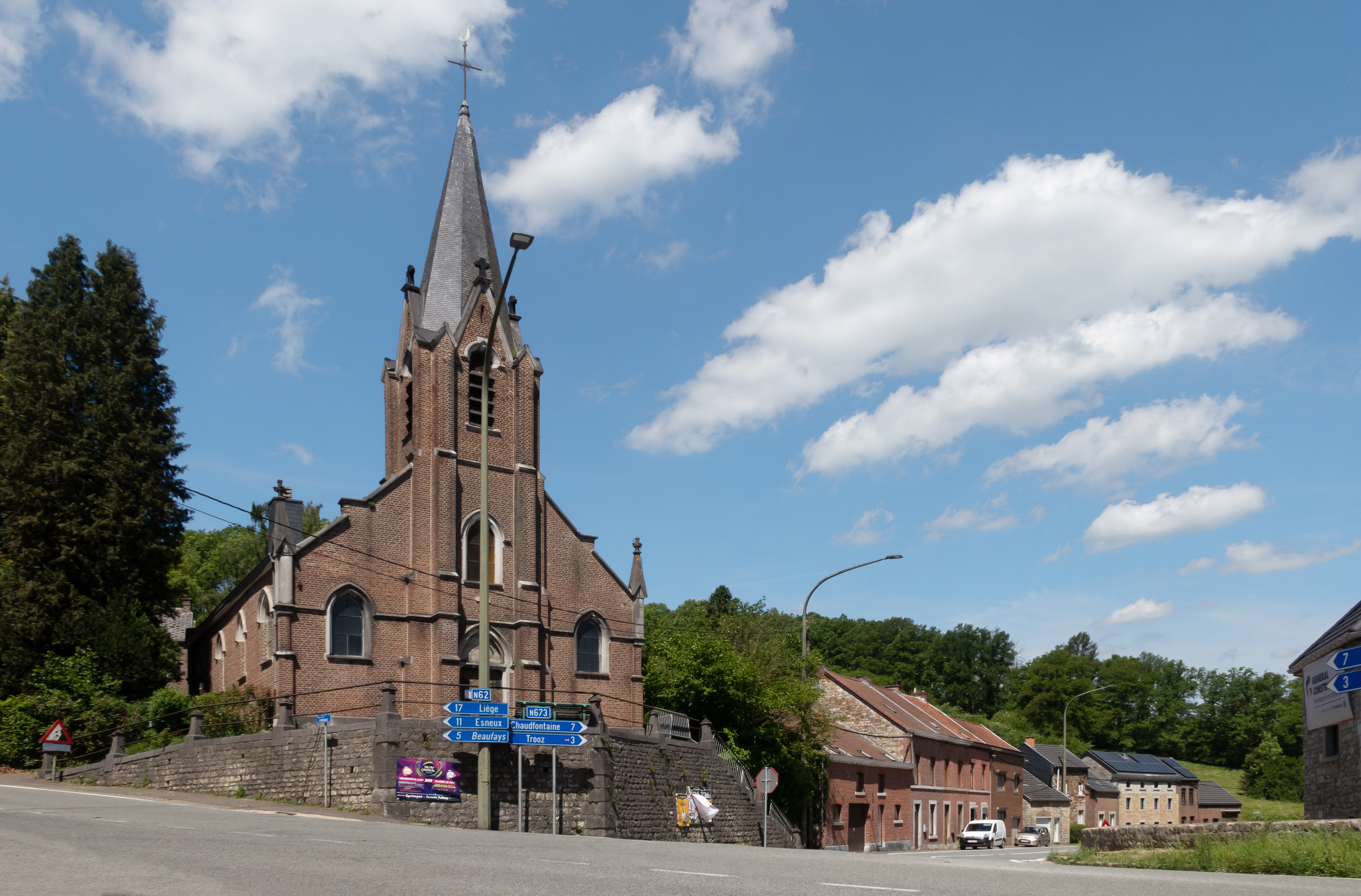
Les Forges, Kirche: la Nativité de la Sainte-Vierge
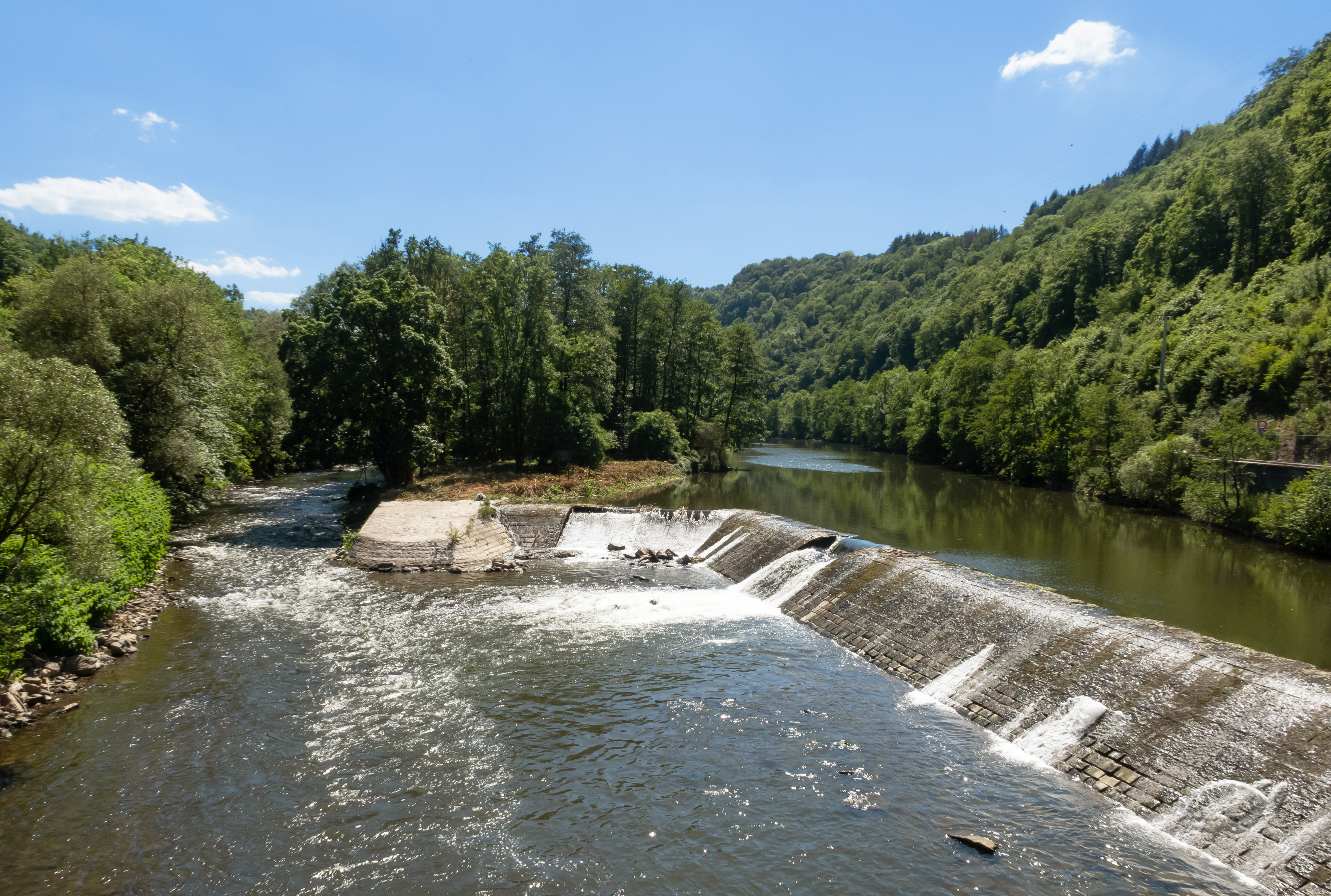
Bei Chanxhe, die Ourthe

## Söhne und Töchter der Gemeinde
- Albert Leblanc (1903–1987), belgischer Komponist und Organist
- Eugène Dodeigne (1923–2015), französischer Bildhauer